# Dryoscopus gambensis
Dryoscopus gambensis là một loài chim trong họ Malaconotidae.
Loài này được tìm thấy ở Angola, Benin, Burkina Faso, Burundi, Cameroon, Cộng hòa Trung Phi, Chad, Cộng hòa Congo, Cộng hòa Dân chủ Congo, Bờ Biển Ngà, Guinea Xích Đạo, Eritrea, Ethiopia, Gabon, Gambia, Ghana, Guinea, Guinea-Bissau, Kenya, Liberia, Mali, Mauritania, Niger, Nigeria, Rwanda, Senegal, Sierra Leone, Somalia, Sudan, Tanzania, Togo, và Uganda. Môi trường sống tự nhiên của loài chim này là rừng đất thấp ẩm nhiệt đới hoặc cận nhiệt đới, rừng ngập mặn nhiệt đới hoặc cận nhiệt đới, và xavan ẩm.